# Glyphocrangon sculpta
Glyphocrangon sculpta is een garnalensoort uit de familie van de Glyphocrangonidae. De wetenschappelijke naam van de soort is voor het eerst geldig gepubliceerd in 1882 door Smith.